# Начално училище „Свети Климент Охридски“ (Кюстендил)
Начално училище „Свети Климент Охридски“ e начално училище в гр.Кюстендил, България, основано през 1996 година. В него се обучават ученици от първи до четвърти клас. Училището е с общинско финансиране. Намира се на ул. „Георги Паспалев“ № 11.

## История
НУ ”Св. Климент Охридски” е едно от новоизградените училища в Кюстендилска област. В него ежегодно се обучават над 300 ученика, обхванати в 12 класа. Училището се помещава в сградата на ПМГ „Проф. Емануил Иванов“ гр. Кюстендил. Обучението се води на двусменен режим в седем класни стаи. Училището разполага още с добре оборудван компютърен кабинет, две занимални, физкултурен салон, учителска стая, кабинет на Директора и две стаи за административно обслужване.